# Бахтіно
Ба́хтіно (рос. Бахтино, марій. Бахтино) — присілок у складі Новотор'яльського району Марій Ел, Росія. Входить до складу Масканурського сільського поселення.

## Населення
Населення — 12 осіб (2010; 19 у 2002).
Національний склад (станом на 2002 рік):
- росіяни — 84 %